# Álvaro Fernandes
Álvaro Fernandes, scritto a volte António Fernandes (fl. XV secolo), è stato un esploratore e mercante di schiavi portoghese originario di Madera, al servizio di Enrico il Navigatore.
Guidò due importanti spedizioni (nel 1445 e nel 1446), che ampliarono i confini delle scoperte portoghesi sulla costa dell'Africa occidentale, probabilmente fino ai confini settentrionali dell'attuale Guinea-Bissau. Il più remoto raggiunto da Álvaro Fernandes (circa Capo Roxo) non sarebbe stato oltrepassato per altri dieci anni, fino al viaggio di Alvise Da Mosto del 1456.

## Gioventù
Álvaro Fernandes era il nipote di João Gonçalves Zarco, scopritore e capitano donatario di Machico (isola di Madera settentrionale). Fernandes fu portato (come paggio o possidente) alla corte del principe portoghese Enrico il Navigatore.

## Spedizione del 1445
Nel 1443 uno dei capitani di Enrico, Nuno Tristão, scoprì la baia di Arguin (sull'attuale costa della Mauritania), cosparsa di piccoli villaggi di pescatori berberi Sanhaja, i primi insediamenti nativi che i capitani di Enrico videro doppiando capo Bojador dieci anni prima. Questa scoperta stuzzicò l'appetito dei mercanti portoghesi, che immediatamente intravidero la possibilità di un facile guadagno grazie al commercio degli schiavi. Tra il 1444 ed il 1446 numerose spedizioni portoghesi organizzate da consorzi privati ed armate su licenza di Enrico saccheggiarono le coste dell'Arguin, riportando in Europa come schiavi i poveri pescatori di Arguin.
Uno di questi consorzi fu organizzato dai capitani donatari privati delle isole Madera, i quali prepararono una piccola flotta composta da tre caravelle. Una delle navi di Madera fu attrezzata da João Gonçalves Zarco (donatario di Machico, Madeira settentrionale) il quale nominò il nipote Álvaro Fernandes come suo capitano. La seconda nave fu comandata da Tristão Vaz Teixeira (donatario di Funchal, Madeira meridionale) mentre la terza da Álvaro de Ornellas.
Lo storico del XV secolo Gomes Eanes de Zurara afferma che Álvaro Fernandes partì da solo, istruito personalmente dal principe Enrico di 'evitare' qualsiasi razzia, puntando dritto alla "Terra dei Neri" (Africa subsahariana) per la gloria dell'esplorazione in solitaira. La cosa sembra però improbabile, data la partecipazione degli altri capitani e gli eventi che accaddero. Le disabitate isole di Madera stavano venendo colonizzate e necessitavano di schiavi da far lavorare, per cui il primo obiettivo della flotta di Madera fu proprio la cattura di schiavi.
La flotta di Madera non raggiunse le coste dell'Arguin, ma solo capo Blanc prima che due delle navi (Tristão Vaz Teixeira e Ornellas) decidessero di fare ritorno. Potrebbe essere stato dovuto al cattivo tempo, o forse perché trovarono un appunto (inchiodato su una croce di legno eretta a capo Blanc) lasciato poco prima dal mercante di schiavi Antão Gonçalves, il quale avvertiva i futuri mercanti di schiavi portoghesi che l'isola di Arguin era stata devastata, che le persone rimaste erano fuggite nell'entroterra e che avrebbero dovuto cercare schiavi da altre parti. Si sa che Ornellas proseguì le razzie a La Palma, nelle isole Canarie, catturando alcuni schiavi Guanci. Non si sa se lo fece anche Vaz Teixeira. Fu probabilmente a capo Blanc che Álvaro Fernandes decise di drigersi a sud da solo, cercando fortuna nella "Terra dei Guineus" (termine generico per indicare gli africani neri stanziati sotto il fiume Senegal), la cui scoperta era stata annunciata pochi mesi prima (1444/1445) da Nuno Tristão e Dinis Dias.

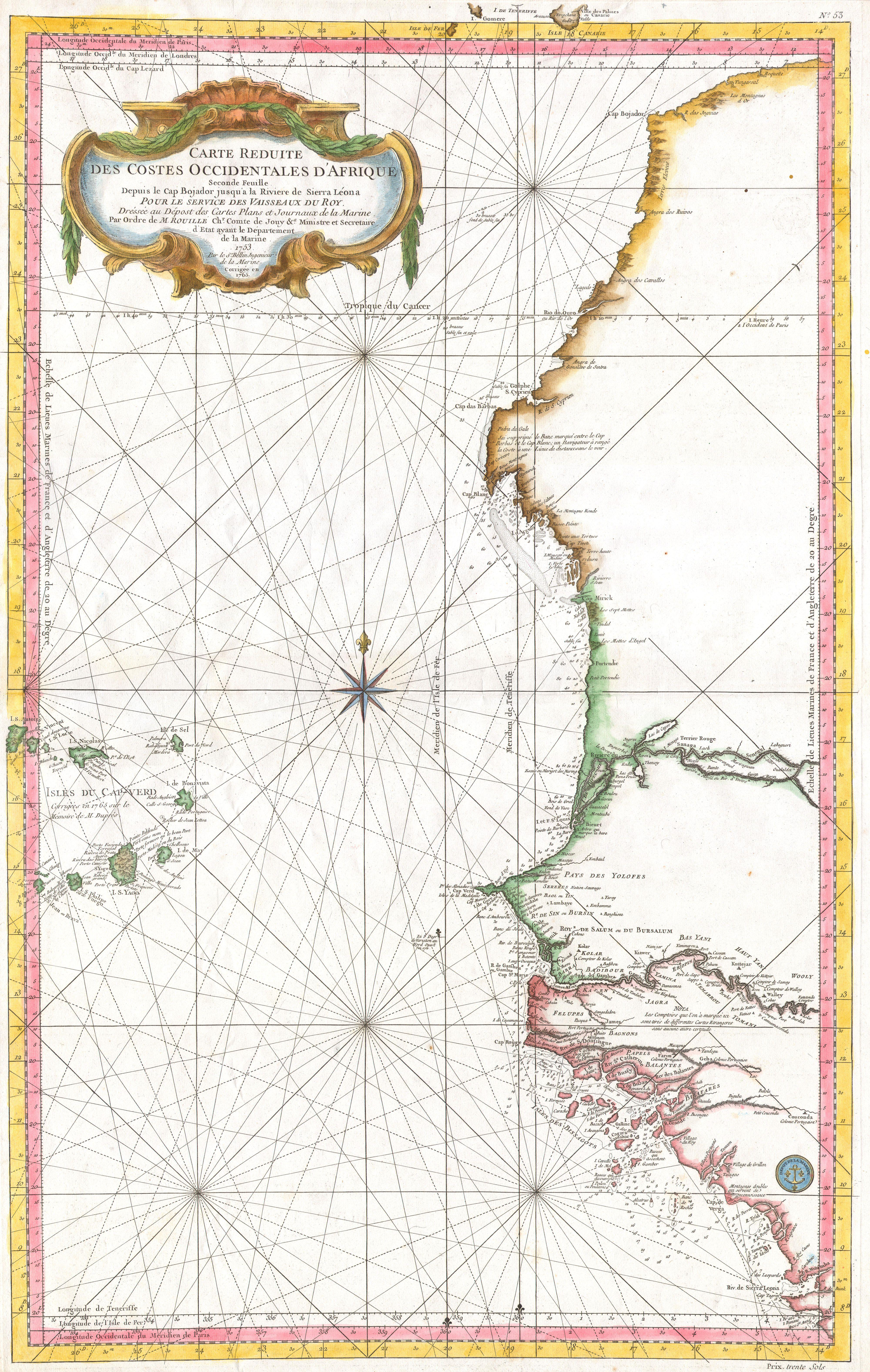
Mappa marina dell'Africa occidentale, circa 1765

Oltrepassando Arguin, Álvaro Fernandes navigò diretto a sud, raggiungendo la foce del Senegal. Vi si fermò il tempo necessario per riempire due barili di acqua dolce. È probabile che Fernandes non abbia tentato razzie in Senegal dato che Dinis Dias vi aveva attaccato in precedenza una piroga locale, allertando quindi i locali Wolof rispetto alle caravelle portoghesi.
Álvaro Fernandes continuò a dirigersi a sud costeggiando la Grande Côte del Senegal fino a Capo Verde, il punto più estremo raggiunto da Dinis Dias. Non si sa se Dias abbia oltrepassato il capo. Se non lo fece, allora Álvaro Fernandes potrebbe essere stato il primo europeo a doppiare Capo Verde entrando nella Angra de Bezeguiche (baia di Dakar). Fernandes gettò l'ancora presso l'isola di Bezeguiche (Gorée), disabitata ma ricca di capre selvatiche che l'equipaggio uccise per procurarsi il cibo. Si dice che Fernandes abbia lasciato sull'isola, inciso in un tronco, il motto del principe Enrico il Navigatore, Talent de bien faire ("Affamati di buone azioni").
Mentre era fermo al largo dell'isola, una coppia di curiose canoe di nativi (cinque uomini ognuna) provenienti dalla terraferma (Wolof o più probabilmente Lebou) raggiunsero la caravella. Il primo incontro fu abbastanza amichevole; si scambiarono gesti per indicare intenzioni pacifiche, e molti dei nativi furono invitati a bordo e gli fu offerto cibo e bevande dai portoghesi, prima che questi facessero ritorno alla terraferma. Incoraggiati da questo primo incontro amichevole, altre sei canoe decisero di raggiungere la caravella. Questa volta Álvaro Fernandes decise di organizzare un'imboscata e preparò una lancia con uomini armati nascosta dietro la caravella. Quando le canoe dei nativi arrivarono a portata, Fernandes diede il segnale e la lancia uscì allo scoperto. Le canoe cercarono di fuggire verso la costa, ma i portoghesi raggiunsero la più vicina. Tagliati fuori dal gruppo, questi nativi si lanciarono in acqua e cercarono di nuotare fino a riva. Due di loro furono catturati dai portoghesi, ma lottarono così tanto che quando il secondo fu catturato gli altri avevano già raggiunto la costa.

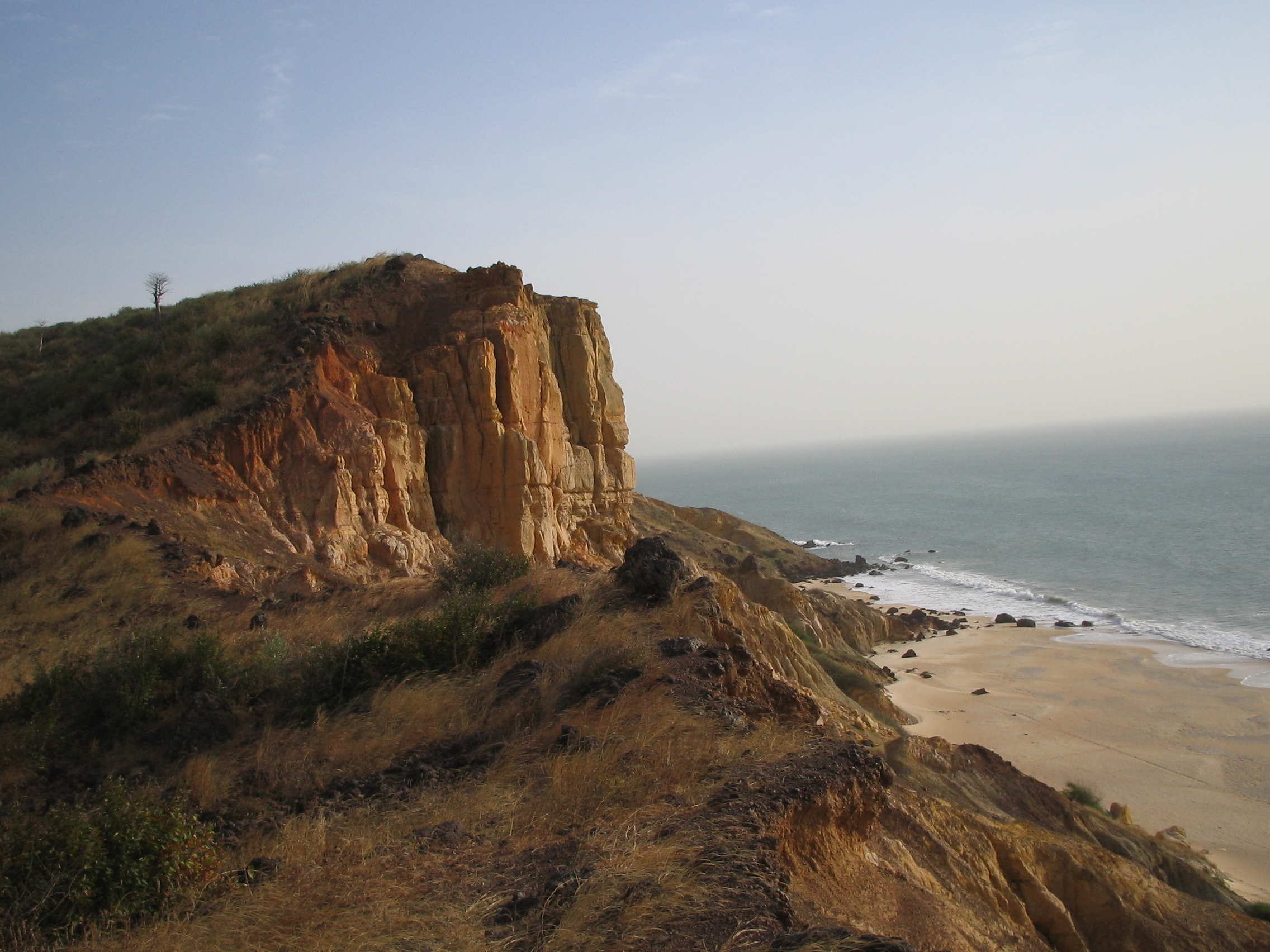
Scogliere di Popenguine, poco sopra Cap de Naze, punto più estremo raggiunto da Álvaro Fernandes nel 1445

L'imboscata portò alla cattura di due soli nativi, e fece scattare l'allarme sulla costa. Senza l'elemento sorpresa, Álvaro Fernandes non aveva modo di restare nelle vicinanze e ripartì dalla baia di Bezeguiche. Proseguì a sud lungo la Petite Côte fino a raggiungere un'imponente scogliera che chiamò Cabo dos Mastos ("Capo degli alberi", in onore di un gruppo di tronchi secchi e spogli che sembravano un gruppo di alberi delle navi; oggi capo Naze, 14°32′14″N 17°06′14″W). Fernandes ordinò ad una lancia di esplorare le vicinanze. Incontrarono un piccolo gruppo di cacciatori composto da quattro nativi (forse Sérèr) nelle vicinanze e cercarono di catturarli di sorpresa, ma gli spaventati cacciatori riuscirono a fuggire e seminarono i portoghesi.
Alvaro Fernandes fece ritorno in Portogallo con due soli prigionieri nativi di Bezeguiche, i barili di acqua del fiume Senegal e le armi rubate ai cacciatori per dimostrare il proprio viaggio. Il suo comportamento ostile mise in allerta le popolazioni nei pressi della baia di Bezeguiche. Le navi portoghesi che in seguito raggiunsero la zona, la grande flotta schiavista di Lançarote de Freitas pochi mesi dopo, furono accolte con una pioggia di frecce dalla punta avvelenata e respinte.
Nonostante lo scarso guadagno in termini di schiavi, Álvaro Fernandes si era spinto più a sud di ogni altro capitano portoghese. Per questo, lui e lo zio João Gonçalves Zarco furono ricompensati dal principe Enrico.

## Spedizione del 1446
Álvaro Fernandes ripartì su una caravella nel 1446, stavolta in missione diretta per il principe Enrico. Fernandes si diresse direttamente fino a Cabo dos Mastos, e sbarcò con un piccolo gruppo esplorativo senza però trovare nessuno, risalì a bordo e riprese la navigazione. In un punto imprecisato più a sud, avvistarono un villaggio costiero e sbarcarono un piccolo gruppo che trovò un gruppo armato di nativi (probabilmente Sérèr) intenzionato a difendere il proprio villaggio. Álvaro Fernandes uccise quello che sembrava il capo all'inizio dello scontro, portando ad una veloce resa del resto dei locali. I portoghesi approfittarono della pausa per tornare di corsa alla nave.

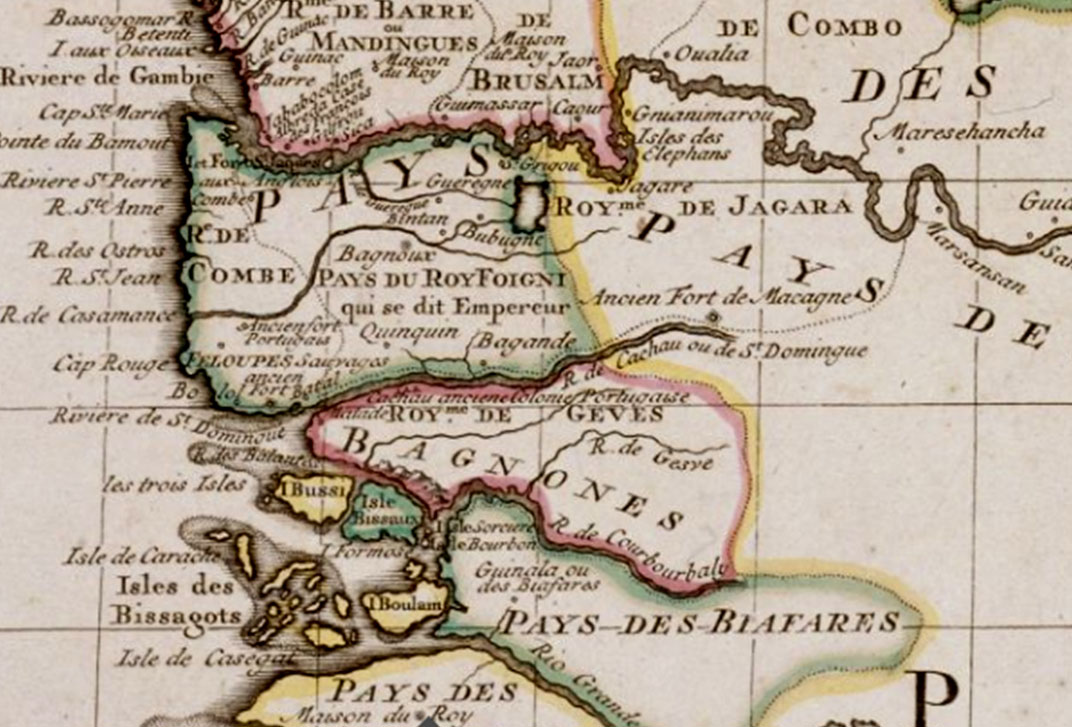
Dintorni del fiume Casamance, da una mappa francese del 1726 circa

Dopo aver ripreso la navigazione, il giorno dopo i portoghesi catturarono due giovani donne indigene che stavano raccogliendo molluschi sulla costa. La caravella riprese la navigazione e proseguì "per una certa distanza", fino a raggiungere un grande fiume che segnarono nei diari come "Rio Tabite" (la cui posizione è incerta). Nonostante fosse probabilmente consapevole del destino occorso a Nuno Tristão in un'avventura simile, Alvaro Fernandes decise di mandare una lancia ad esplorare il fiume. La prima nave esplorativa sbarcò sulla riva nei pressi di alcune capanne, dove catturarono subito una donna e la portarono a bordo della caravella. Dopo aver rifornito la lancia ripartirono nuovamente, stavolta decisi a risalire il fiume. Non andarono molto lontano prima di incrociare cinque canoe con uomini armati. Fernandes fece girare la nave ed iniziò la fuga verso la caravella, con le canoe alle calcagna. Una delle canoe fu abbastanza veloce da raggiungere quasi la barca di Fernandes, obbligandolo a girarsi preparandosi allo scontro. Ma la canoa di nativi, capendo di essere rimasta sola, rallentò per aspettare gli altri permettendo ai portoghesi di riprendere la fuga. I portoghesi fuggirono ma lo stesso Álvaro Fernandes fu gravemente ferito alla gamba da una freccia avvelenata. Una volta a bordo della caravella disinfettò la ferita con urina ed olio d'oliva. Ebbe la febbre per alcuni giorni, trovandosi in fin di vita, ma riuscì a riprendersi.
Nonostante l'esperienza quasi fatale, la caravella procedette verso sud fino a raggiungere un capo sabbioso ed un'ampia baia di sabbia. Mandarono una piccola barca ad esplorare i pressi della spiaggia, trovandovi circa 120 nativi armati con scudi, zagaglie ed archi che marciavano verso di loro. Gli esploratori tornarono subito alla caravella. Nonostante questo il gruppo di nativi armati inscenò quella che sembrò una pacifica dimostrazione festosa dalla spiaggia, invitando a terra i portoghesi. A causa delle condizioni di salute di Fernandes, ed ancora scossi per la recente fuga, i portoghesi decisero di abbandonare la zona ripartendo per il Portogallo.
Durante il ritorno Fernandes fece tappa ad Arguin e ad un vicino capo nella baia, dove negoziarono l'acquisto di una schiava nera da alcuni mercanti berberi. All'arrivo in Portogallo Álvaro Fernandes fu ampiamente ricompensato dal principe Enrico il Navigatore il quale gli offrì 100 dobloni, e dal reggente Pietro d'Aviz il quale gliene diede altri 100 per essersi recato più a sud di qualsiasi altro portoghese.

## Estensione delle esplorazioni
Di tutti i capitani di Enrico degli anni 1440, sembra che Álvaro Fernandes sia colui che abbia spostato maggiormente il punto di massimo avanzamento a sud. È quasi sicuro che, durante la sua prima spedizione (1445), Álvaro Fernandes divenne il primo europeo a sbarcare a Bezeguiche (isola di Gorée nella baia di Dakar), navigando fino a capo Naze in Senegal centrale.
L'estensione del secondo viaggio del 1446 è incerta. Zurara afferma che Fernandes superò di 110 leghe Capo Verde. Se Zurara ha ragione significa che Fernandes raggiunse i dintorni di capo Verga (10°12′16″N 14°27′13″W nell'attuale Guinea), un salto incredibile oltre il suo ultimo limite. Lo storico João de Barros va addirittura oltre, identificando il fiume risalito da Fernandes come il "Rio Tabite". L'identificazione precisa del "Rio Tabite" non è certa, dato che questo nome non si trova sulle vecchie mappe. Barros afferma solo che il Rio Tabite si trovava 32 leghe oltre il "Rio de Nuno Tristão". Se identifichiamo quest'ultimo con il Nunez (nell'attuale Guinea) significa che possiamo identificare il "Rio Tabite" con il Forecariah (9°16′57″N 13°20′10″W in Guinea), per cui Fernandes avrebbe superato Capo Verde di ben 135 leghe, molto più delle 110 ipotizzate da Zurara. All'altro estremo si trova il visconte di Santarém che identifica il Rio Tabite con il Rio do Lago (Diombos nel delta del Sine-Saloum in Senegal), a sole 24 leghe da Capo Verde. Comunque il fiume Diombos è il principale candidato per la morte di Nuno Tristão.  Se fosse stato navigato anche da Fernandes, allora Fernandes non avrebbe navigato molte leghe oltre il punto raggiunto da Nuno Tristão. Il Tabite è stato anche ripetutamente identificato con il fiume Gambia, nonostante questa ipotesi non riscuota molto successo essendo troppo vicina al punto raggiunto da Tristão.
Gli storici moderni credono che sia Zurara che Barros abbiano di molto esagerato affermando che Álvaro Fernandes abbia raggiunto l'attuale Guinea. In particolare, è decisamente improbabile che abbia superato l'enorme fiume Geba e le numerose isole Bijagos ed altri promontori senza esplorarli o almeno citarli. Inoltre Zurara afferma che per tutta la rotta seguita da Fernandes dopo Capo Verde la "costa tendeva generalmente a sud", e questo elimina le ipotesi più estreme (la costa si dirige a sudest dopo capo Roxo).
Dopo aver rianalizzato le prove, Teixeira da Mota ipotizza che il "Tabite" navigato da Fernandes fosse probabilmente il Casamance (12°33′07″N 16°45′50″W, Senegal) e che il capo basso e sabbioso che rappresenta il punto di massimo avanzamento fosse nei pressi di capo Varela (12°17′01″N 16°35′25″W, poco sotto capo Roxo, all'estremità settentrionale dell'attuale Guinea-Bissau). Questo significa che Fernandes navigò 50 leghe (non 110) oltre Capo Verde. In ogni caso rappresenterebbe il punto più estremo raggiunto dai portoghesi degli anni 1440.
L'unica vera difficoltà nell'ipotesi del Casamance è l'utilizzo delle frecce avvelenate, comuni tra Sérèr, Nimoninka e Mandinka del Saloum-Gambia, ma non tra i Jola (Felupes) del Casamance. Gli storici dubitano del fatto che Fernandes sia stato veramente colpito da una freccia avvelenata, ma piuttosto da una semplice freccia che gli causò una comune infezione. Il solo fatto che sopravvisse sembra suffragare il fatto che non fosse avvelenata, oltre al fatto che nessun altro marinaio patì infortuni simili. Contrasta totalmente con il destino di Nuno Tristão e del suo equipaggio nel fiume Diombos, dove una ventina di uomini morirono rapidamente avvelenati dai Niominka. Dato il destino di Tristão, Zurara potrebbe aver dedotto semplicemente che tutte le popolazioni a sud di Capo Verde usassero frecce avvelenate.)
L'altro appunto è perché la caravella di Fernandes abbia subito un'imboscata sul fiume da parte dei Jola del Casamance, i quali non conoscevano i portoghesi. Teixeira da Mota afferma che il rapimento di donne lungo la costa potrebbe aver messo in allerta i nativi. Questo contrasterebbe con i Jola delle spiagge di capo Varela che accolsero festanti le navi portoghesi, il che dimostrerebbe che non ritenevano gli europei commercianti di schiavi.
Sfortunatamente, Zurara non riporta i nomi topografici assegnati da Álvaro Fernandes durante il secondo viaggio, e le imprecise latitudini riportate ("alcuni giorni", "una certa distanza") non chiariscono molto, lasciando aperte le discussioni in merito. Quello che sembra certo è che Fernandes navigò oltre il precedente limite nel 1446, e che questo rimase un record per i successivi dieci anni. Il limite posto da Fernandes fu superato solo dieci anni dopo, nel 1456, da Alvise Da Mosto, esploratore veneziano al servizio di Enrico. Da Mosto disse di aver scoperto il fiume Casamance, al quale diede il nome del re locale (mansa) dei Kasa (popolo quasi estinto legato ai Bainuk).